# Mariana Massarani
Mariana Medeiros Massarani (no Rio de Janeiro, Brasil, 22 de abril de 1963) é uma premiada ilustradora e escritora. Já ilustrou mais de duzentos livros, a maioria de literatura infanto-juvenil.
Esta ilustradora é sócia da empresa Capa Dura em Cingapura, junto com o premiado ilustrador brasileiro Roger Mello. Seus desenhos já foram expostos em várias exposições e catálogos pelo Brasil e no exterior, em países como Itália, Alemanha, Coreia do Sul e Japão.

## Trabalho e carreira
Dentre as características no trabalho de Mariana, encontra-se o gosto pela combinação de desenhos, pinturas e colagens em suas ilustrações. Os traços de suas obras apresentam precisão, sendo dinâmicos com linguagem simples. É possível encontrar suas artes não apenas em publicações (como livros, jornais e revistas) mas também na área da arte aplicada (padronagens, estampas e ilustração digital).
Em 2015 a Fundação Carlos Chagas Filho de Amparo à Pesquisa do Estado do Rio de Janeiro (FAPERJ) desenvolveu o Projeto Rio de Janeiro em Mapas, cabendo à ilustradora Mariana Massarani recriar os principais logradouros e atrações históricas do município de Campos dos Goytacazes, a artista fez ilustrações de construções notáveis da cidade como o Solar Pirapetinga, o Asilo do Carmo, o Solar da Baronesa, a Vila Maria e a Igreja de Santa Efigênia.
Entre os seus trabalhos como ilustradora e escritora, destacam-se: Victor e o Jacaré (1993); Marieta Julieta Raimunda da Selva Amazônica da Silva e Sousa, Leo, O Todo Poderoso Capitão Astronauta de Leox, A Cidade Espacial (2002); Banho! (2006); Adamastor o Pangaré (2007); Aula de Surfe (2007); Salão Jaqueline (2009); Quando Pedro Tinha Nove Anos (2009); Os Mergulhadores (2010); Terra dos Papagaios (2016); A Minha Avó (2016).
Ela também possui cinco livros digitais publicados como aplicativos pela Manati, estando disponíveis nas AppStores de todo o mundo, sendo eles: Chapeuzinho Vermelho, Os Três Porquinhos, Mistureba, Arrepio! e A Princesa e o Sapo.

### Premiações
Conquistou várias vezes os prêmios Altamente Recomendado e O Melhor para Criança (da Fundação Nacional do Livro Infantil e Juvenil). Também recebeu o Prêmio Jabuti em várias oportunidades (citando suas ilustrações nas obras: Inês em 2016; Se Eu Fosse...Um Bicho, Uma Planta Ou Até Um Objeto, Minha Vida Seria Muito Diferente em 2017), o selo White Ravens, o Prêmio FNLIJ 2015 (com suas ilustrações na obra Mania de Explicação) e o Troféu HQ Mix em 2004 (este último na categoria de ilustração infantil, com a obra Não Existe Dor Gostosa).